# Oestjoertplateau
Het Oestjoertplateau (Kazachs: Üstırt, Karakalpaks: Ústirt ,Turkmeens: Ustýurt, Oezbeeks:  Ustyurt ) is een plateau en woestijn met dezelfde naam in het westen van Centraal-Azië (Kazachstan, Turkmenistan en Oezbekistan), gelegen tussen het Mañğıstawschiereiland en de Garabogazköl-baai in het westen, en het Aralmeer en de Amu Darja-delta in het oosten.
Staatkundig bestaat het uit het oosten van de Kazachse provincie Mañğıstaw, het Oezbeekse westelijk Karakalpakstan en een klein deel van het aangrenzende Turkmenistan.

## Fysieke en geografische kenmerken
Het gebied is ongeveer 200.000 km². Het hoofdlandschap is een kleiachtige alsem- en alsem-zoutkruidwoestijn, het zuidoostelijke deel van het plateau is een klei-grindwoestijn.
Het grootste deel van het plateau is bedekt met vegetatie die een overgang vormt tussen de subzone van de noordelijke woestijnen (alsem-zoutkruid) en de subzone van de zuidelijke woestijnen (efemere alsem).
In het midden van het plateau ligt de Qorabovur-hoogte.

## Geschiedenis
Wetenschappers geloven dat het Oestjoertplateau de bodem is van een opgedroogde zee die hier in het Neogeen bestond (21 miljoen jaar geleden).
Op het Oestjoertplateau werd de Aidabolcultuur uit het mesolithicum en neolithicum geïdentificeerd, die eerder tot de Kelteminarcultuur werd gerekend.
Het Oestjoertplateau was ook deel van het verspreidingsgebied van de Zjetiasar-Kerdercultuur (6-7e eeuw).

## Militaire activiteiten
In de jaren 1980 was er in de buurt van het dorp Jasliq in het zuidoostelijke deel van het Oestjoertplateau een militair oefenterrein van het achtste chemische Beschermingsstation, ontworpen om chemische wapens en beschermingsmiddelen tegen hen te testen. De oefenplaats werd geëxploiteerd door militairen van militaire eenheden gestationeerd in Nukus: het chemische testregiment (militaire eenheid 44105) en het centrum voor de ontwikkeling van beschermingsmiddelen tegen chemische wapens (militaire eenheid 26382). De oefenplaats werd begin jaren 1990 gesloten.

## Fauna
Tot het midden van de 20e eeuw bestond de oorspronkelijk fauna van het Oestjoertplateau uit de volgende zoogdieren: Hemprichs langoorvleermuis, honingdas, gevlekte bunzing, kropgazelle, caracal, manoel, de Oestjoert-oerial (Ovis vignei cycloceros), woestijnkat, jachtluipaard en luipaard. De laatste drie soorten werden hier in het midden van de 20e eeuw als uitgestorven beschouwd. De oerial en het luipaard werden echter in de 20e eeuw herontdekt. In het najaar van 2018 werd de Oestjoert-oerial, die eerder als uitgestorven werd beschouwd, door een drone herontdekt op het plateau in Kazachstan. Het natuurreservaat Oestjoert van Kazachstan werkt sinds 1984 aan de studie en bescherming van zeldzame soorten.
In 2020 werd op het grondgebied van Oezbekistan het Nationaal Park Zuid-Oestjoert opgericht.
- Nationale Bibliotheek van Tsjechië: ge1243056
- Virtual International Authority File: 5235156374135907710000